# Lac O'Higgins
Le lac O'Higgins selon son appellation chilienne (en espagnol : lago O'Higgins), ou lac San Martín, selon son appellation argentine (Lago San Martín), est un lac d'origine glaciaire situé entre l'Argentine et le Chili, en Patagonie.
Il est situé dans une cuvette glaciaire dans les Andes de Patagonie.
Son plus grand affluent est le río Mayer qui, procédant d'Argentine, débouche dans le lac aux environs de Villa O'Higgins. Le lac écoule ses eaux dans l'océan Pacifique, dans le golfo de Las Penas, au travers de son émissaire le río Pascua.
Il a le dessin géographique le plus irrégulier des grands lacs de Patagonie. Il se subdivise en huit bras, dont Cancha Rayada, Chacabuco, Maypú et de la Lancha se trouvent dans la partie argentine.
Étant donné les vents très forts qui y soufflent, la navigation y est dangereuse.

## Description
- Sa surface se trouve à une altitude de 285 mètres.
- Sa superficie est de 1 058 000 000 m2 soit 1 058 km2 (près de deux fois celle du lac Léman en France et en Suisse).
- Sa profondeur maximale est de 836 mètres, ce qui en fait le lac le plus profond d'Amérique.
- La longueur de ses rives est de 525 kilomètres.
- L'étendue de son bassin est de 14 020 km2.

## Affluents
- Le río Mayer dont le cours supérieur se déroule en Argentine, débouche dans le bras nord-est du lac aux environs de la ville chilienne de Villa O'Higgins. Il lui apporte ainsi les eaux de la plupart des lacs du parc national argentin Perito Moreno[1].
- Le río Tar, émissaire du lac Tar, conflue en territoire argentin au niveau de son extrémité orientale.

## Peuplement
Les terres entourant le lac sont fort pauvres. L'arrivée de colons se fit depuis le côté argentin et fut plus lente qu'en d'autres lieux. Dans la partie sud du lac, des Britanniques, des Scandinaves et un Suisse s'installèrent entre 1914 et 1918. En 1920 des colons chiliens et argentins les suivirent, ce qui créa ainsi progressivement, au débouché du río Mayer, un lieu d'échanges, devenu officiellement la Villa O'Higgins en 1966.